# 克鲁赛罗-达福塔莱萨
克鲁赛罗-达福塔莱萨（葡萄牙語：Cruzeiro da Fortaleza）是巴西米纳斯吉拉斯州的一个市镇。总面积185.505平方公里，总人口3760人，人口密度20.3人/平方公里。